# Reina (歌手)
Reina（1978年1月6日—），日本女歌手。MAX成員。本名（舊姓）。出身於沖繩縣那霸市。

## 來歷
- 那霸市立石嶺小學[1]、那霸市立石嶺中學（日语：那覇市立石嶺中学校）[2]畢業。
- 在MAX中和Mina一起擔任主唱。
- 1994年10月，與松田律子（之後藝名Lina）一起加入SUPER MONKEY'S。之後在日本電視台系列綜藝節目《That's 娛樂之宴（日语：夜も一生けんめい。）》準常駐演出。
- 1995年4月開始在日本電視台系列綜藝節目《THE今夜暢銷進行曲（日语：THE夜もヒッパレ）》常駐演出。與此同時，除了安室奈美惠以外的4名成員將以MAX開始活動。即使MAX推出單曲CD出道、安室加入avex之後，4人除了作為安室的伴舞團參加了單曲《Body Feels EXIT》和《Chase the Chance》之外，並以組合名義舉辦現場演出，繼續5人活動。
- 1995年12月，在沖繩會議中心（日语：沖縄コンベンションセンター）進行了第一次沖繩凱旋歸來現場演出，動員了4000人。由於是期待已久的家鄉首場公演，在加演主持中，全員感動得熱淚盈眶。
- 1996年3月至5月，舉辦首次全國巡演「mistio（日语：mistio） presents AMURO NAMIE with SUPER MONKEY'S TOUR '96」，包含在日本武道館、大阪城展演廳（21號禮堂演出）進行。此時由於安室的高潮和MAX的突破，兩邊分開活動變得引人注目，5人一起在電視上的演出也明顯減少。同年8月至9月，舉辦戶外演唱會「SUMMER PRESENTS '96 AMURO NAMIE with SUPER MONKEY'S」。9月1日，即5人活動的最後一天，於千葉海洋球場的公演結束後，暫停了團體活動（實際上已解散），從此專注於各項活動。
- 其個人活動大部分是在綜藝節目中擔任來賓。
- 2011年5月16日與圈外男性結婚[3]。同年11月長男出生。2013年2月17日長女出生[4]。2015年2月22日次男出生[5]。
- 2015年10月於MAX出道20週年紀念現場嘉賓演出。之後在2017年5月6日舉辦的「MAX LIVE CONTACT 2017 ～Foxy Lady～」正式回歸MAX活動[6]。在廣播節目《MAX、邦丸（日语：野村邦丸） Ride on Boat（日语：競艇関連情報番組）》（文化放送，2016年4月－2020年3月）原本代班Nana（因錄製電視劇缺席）演出，但在節目開播約2年9個月後終於首次亮相。

## 人物
- 身高157cm。AB型血。
- 她出生後不久，便搬到了東京，並在那裡生活到小學4年級[7]。
- 暱稱「（REREKO）」或者是「佐菲（日语：ゾフィー (ウルトラシリーズ)）」（超人兄弟長男）。「佐菲」是她在1996年11月作為來賓上TBS系列音樂節目《歌番》時，該節目主持人石橋貴明（隧道二人組）取的。
- 臀部有一個刺青。

## 逸事
- 據說在出演《男女糾察隊》單元「吐槽大排名」時，母親是該單元的忠實粉絲，並表示「如果你也出現在這個節目的話，就請露出你的本性一次吧」。此外，在調查結果中，被告知說看起來像彼得（日语：池畑慎之介）說話越來越差，結果真的露出本性了。
- 與安室奈美惠就讀同一所中學的同學。私下也是好朋友。
- 喜歡烹飪，經常在自身部落格發表當日食譜。當時是MAX唯一已婚人士的Mina說「Reina可能是下一個結婚的人，因為她最有家的感覺」正如所說的，Reina真的成為第二個結婚的人。
- 由於骨頭很粗，對粗手指有一種自卑感。因此掰手指會發出咔咔聲響。手指相撲在MAX成員中是她壓倒性的強項。而且還可以在肘部支撐的情況下將手臂旋轉（扭轉）270度[8]
- 人生中最大的決定是選擇結婚生子。即便想要工作，也很難兼顧工作和家庭，但在聽取了各方意見反覆思考後，她還是決定切換到「育兒模式」一段時間[9]。

## 演出

### 電視劇
- 湘南利物浦學院（日语：湘南リバプール学院）（1995年，富士電視台）—飾 高橋凛子
- 甜蜜的惡魔（日语：スウィートデビル）（1998年，朝日電視台）—飾 兒島陸
- 私家偵探濱麥克（日语：私立探偵 濱マイク#テレビドラマ版） 第4話（2002年，日本電視台）—飾 女招待員
- 水姑娘4（日语：ちゅらさん#ちゅらさん4）（2007年，NHK綜合）—飾 顧客
- 凪的新生活 第9話（2019年9月13日，TBS）

### 電影
- 麗霆゛子 Ladies!! MAX（日语：麗霆゛子#麗霆゛子 レディース!!MAX）（1996年，PAL企劃（日语：パル企画））—飾 黑崎魔子
- Give me a Shake Ladies MAX（日语：麗霆゛子#Give me a Shake レディースMAX）（1997年，PAL企劃）—飾 REINA
- （2020年，DEAD STOCK UNION，導演：渡邊熱）—飾 REINA

### 廣播節目
- Afternoon Navi 「R’z Room on the Radio」（2021年10月6日，狛江FM（日语：狛江ラジオ放送））[10]

### 音樂活動
- Mama Holi 2021 ～Genking Live（2021年12月11日，品川恆星球（日语：アクアパーク品川#ステラボール））[11]

## 寫真集
1. 《REINA Strawberry》（2002年3月，竹書房，攝影：大森直）ISBN 978-4-8124-0871-1
2. 《R-017》（2007年1月10日，文華社（日语：ぶんか社），攝影：梅澤香織）ISBN 978-4-8211-2685-9

## 外部連結
- （日語）—Reina的官方個人部落格。
- Reina的Instagram帳戶 （日語）